# Joseph Gaultier de la Vallette
Joseph Gaultier de la Vallette (Rians, Francia, 24 de noviembre de 1564-Aix-en-Provence, 1 de diciembre de 1647) fue un astrónomo francés.
Fue coetáneo y amigo de Galileo Galilei y Peiresc. Junto a este último observó las lunas de Júpiter en noviembre de 1610 y, a principios de ese año, había sido la segunda persona después de Peiresc en ver la nebulosa de Orión. Tuvo gran consideración entre sus contemporáneos como matemático y astrónomo. Ocupa a su vez un lugar destacado entre los astrónomos amateur del siglo XVII.